# Бабак, Виталий Павлович
Виталий Павлович Бабак (укр. Віталій Павлович Бабак; 15 февраля 1954, г. Лубны Полтавской области) — украинский учёный, государственный деятель, доктор технических наук (1994), профессор (1994), член-корреспондент НАН Украины (2003). Заслуженный деятель науки и техники Украины (1997). Лауреат Государственной премии Украины в области науки и техники (2001). Общественный деятель.

## Биография
В 1977 году окончил Киевский политехнический институт по специальности инженер-электрик, где впоследствии работал младшим научным сотрудником, главным научным сотрудником, профессором (1994—1995), заведующим кафедрой научно-аналитического и экологического приборостроения (1995).
В 1995—1998 — заместитель Министра образования и науки Украины по вопросам высшего образования.
В 1998—2007 — ректор Национального авиационного университета.
С 2010 г. — заведующий отдела диагностики и оптимизации энергетики Института технической теплофизики НАН Украины.

## Научная деятельность
Специалист в области технической диагностики информационно-измерительных систем цифровой обработки сигналов.
Занимается теоретическими исследованиями и научно-техническими разработками информационно-измерительных систем общего и специального назначения, ряд из которых нашёл применение в авиации и космонавтике, лазерно-компьютерном моделировании и производстве, средствах технической диагностики композиционных материалов и изделий и конструкций при формировании современной структуры аэронавигационного обеспечения Украины. Созданные им совместно со специалистами Технического университета Мюнхена комплексы программ для цифровой обработки дискретизированных сигналов внедрены в учебный процесс ведущих технических университетов Украины и Германии.
Автор более 450 научных работ, среди которых 12 монографий, 40 учебников, учебных пособий и словарей, принял участие в создании 50 изобретений, на которые были выданы авторские свидетельства СССР и патенты UA на изобретения.

## Общественная деятельность
- 1981—1984 — секретарь комитета комсомола КПИ и секретарь Киевского городского комсомола;
- 1994—2008 — член аттестационной коллегии Министерства образования и науки Украины;
- 2000—2008 — член коллегии Государственной авиационной службы Министерства транспорта Украины;
- 2002—2006 — депутат Киевского городского совета V созыва;

С 2004 — член комиссии по энергетике Комитета по Государственным премиям Украины в области науки и техники;
С 2006 — член бюро Отделения физико-технических проблем энергетики НАН Украины; член двух диссертационных советов по защите докторских диссертаций, редколлегий украинских и зарубежных научных журналов;
В 2006—2008 — депутат Киевского городского совета VI созыва.

## Избранные публикации
- Основи побудови систем аналізу сигналів у неруйнівному контролі: Навч. посіб. К., 1993 (в соавт.);
- Обробка сигналів при формуванні зображень об’єктів. К., 1994;
- Обработка сигналов: цифровая обработка дискретизированных сигналов. К., 1995;
- Микроволновые технологии в телекоммуникационных системах. К., 2000;
- Статистична обробка даних. К., 2001;
- Модели формирования сигналов акустической эмиссии при деформировании и разрушении материалов // Технол. системы. 2002. № 1 (в соавт.)
- Microwave technologies in teleсommunication systems (2002);
- Конструкционные и функциональные материалы (2003);
- Спутниковая радионавигации (2004);
- Безопасность авиации (2004);
- Problems of analysis and synthesis of automatic control systems (2005);
- Сигналы и спектры (2005);
- Российско-украинско-английский словарь терминов по информационным технологиям (2006);
- Self-adapting information system (2007);
- Измерение параметров электрических сигналов (2008);
- Теоретические основы защиты информации (2008, 2012);
- Теоретические основы информационно-измерительных систем (2014).

## Награды
- Орден «За заслуги» 3 степени (2003)
- Орден «За заслуги» 2 степени (2006)
- Государственная премия Украины в области науки и техники (2001)
- Заслуженный деятель науки и техники Украины (1997)